# Чанглимитанг

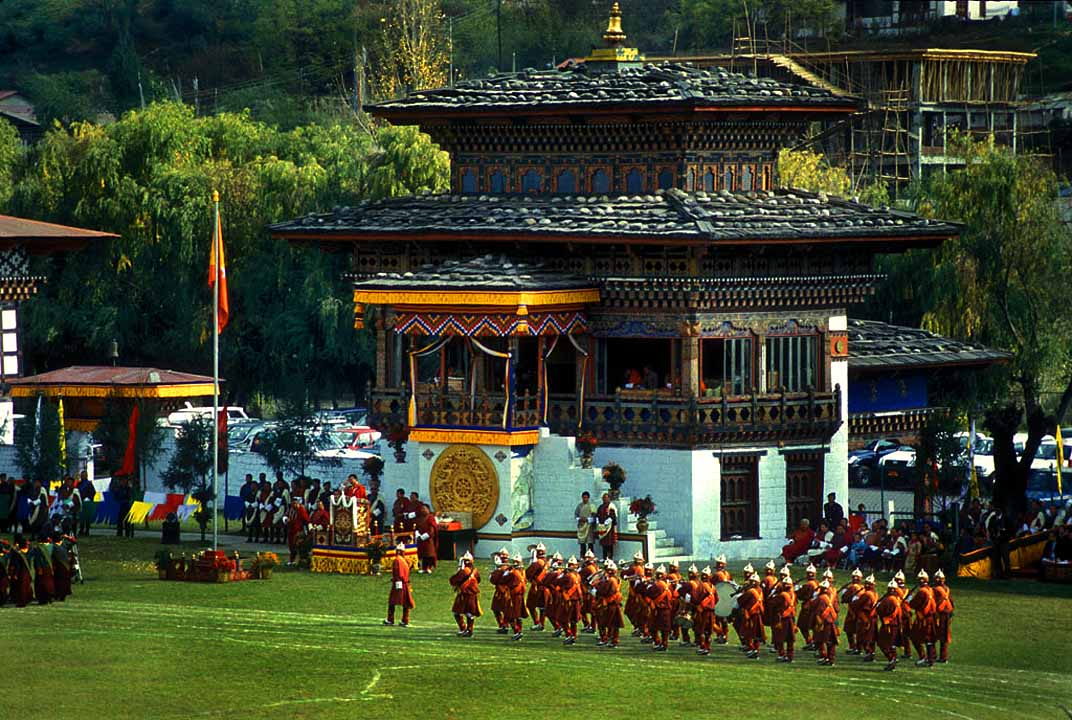
Праздник на стадионе Чанглимитанг

«Чанглимитанг» (англ. Changlimithang Stadium) — многофункциональный стадион в Тхимпху, Бутан, который выполняет функции Национального стадиона. В настоящее время в основном используется для соревнований по футболу и стрельбе из лука. Стадион вмещает 25 000 зрителей.
Стадион стал местом проведения 30 июня 2002 года символического матча, в котором сборная Бутана обыграла сборную Монтсеррата со счётом 4:0. Об этом матче был снят документальный фильм «Другой финал»
Стадион «Чанглимитанг» также был местом проведения первой в Бутане открытой театральной постановки, которая называлась «Повесть о двух городах».
На стадионе «Чанглимитанг» проводятся главные соревнования по национальному спорту Бутана — стрельбе из лука.
В 2006 году была проведена реконструкция стадиона, стоимость которой составила 223 млн нгултрумов. В результате вместимость стадиона увеличилась с 10 до 25 тысяч мест.